# Ranger (Schiff, 1957)
Koordinaten: 47° 33′ 11,7″ N, 122° 39′ 9,3″ W
Die USS Ranger (CVA-61) (später CV-61) war ein Flugzeugträger der United States Navy und das dritte Schiff der Forrestal-Klasse. Nach der Ranger von 1934 war sie der zweite Flugzeugträger der Navy mit diesem Namen. Sie stand zwischen 1957 und 1993 im Dienst der US-Marine und nahm unter anderem am Vietnamkrieg und der Operation Desert Storm teil.

## Geschichte

### Bau
Die Ranger war der erste Flugzeugträger, der von Beginn an mit einem abgewinkelten Flugdeck geplant war; die Schwesterschiffe Forrestal und Saratoga wurden erst während des Baus mit einem abgewinkelten Deck ausgerüstet. Sie wurde am 2. August 1954 bei Newport News Shipbuilding in Newport News, Virginia, auf Kiel gelegt. Getauft von der Ehefrau von Arthur W. Radford, dem damaligen Vorsitzenden der Joint Chiefs of Staff, lief die Ranger am 29. September 1956 vom Stapel. Nach weiterer Ausrüstung wurde das Schiff am 10. August 1957 bei der Navy in Dienst gestellt.

### Dienstzeit

#### 1950er Jahre
Mit der Zuteilung zur Atlantikflotte am 3. Oktober 1957 begann die Erprobungsphase des neuen Flugzeugträgers. Bis zum 20. Juni 1958 operierte er in der Karibik, meist von der Guantánamo-Bucht aus. Dann lief er von Norfolk (Virginia) aus, mit 200 Seekadetten an Bord, um Kap Hoorn in den Pazifik und am 20. August in Alameda (Kalifornien) ein, wo er zur Pazifikflotte eingeteilt wurde. Bis zum Ende des Jahres wurden vor der Küste Kaliforniens weiter Flugeinsätze trainiert. Im Januar 1959 lief die Ranger dann nach Okinawa, wo sie mit Marineeinheiten der SEATO-Staaten Übungen abhielt. Am 27. Juli kehrte sie nach San Francisco zurück und blieb in hoher Bereitschaft.

#### 1960er Jahre

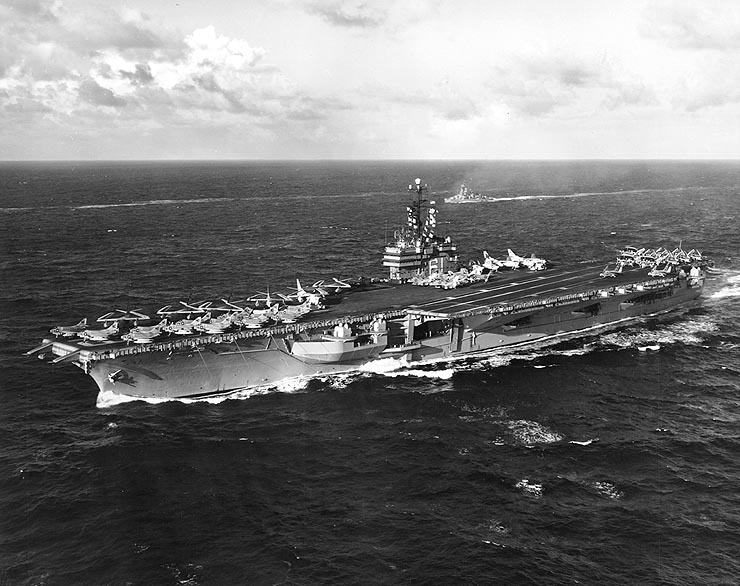
USS Ranger im August 1961

Von Februar bis August 1960 sowie von August 1961 bis März 1962 war die Ranger erneut in ostasiatischen Gewässern auf Übungs- und Patrouillenfahrten. Im Sommer 1963 lief der Träger nach weiterem intensiven Training vor der kalifornischen Küste wieder ins Südchinesische Meer aus, um bei der Stabilisierung der politischen Situation in Laos die US-amerikanische Präsenz zu betonen. Nachdem sich die Situation dort entspannt hatte, kehrte die Ranger nach ausgedehnten Übungen mit der 7. Flotte wieder in ihren Heimathafen zurück, in dem sie vom 7. August 1963 bis zum 10. Februar 1964 überholt wurde.
Nach weiterem Training vor der Küste verlegte die Ranger nach dem Tonkin-Zwischenfall am 6. August 1964 wieder ins südchinesische Meer, wo sie nach Zwischenstopps in Hawaii, der United States Naval Base Subic Bay und Yokosuka ankam. Von Mitte Oktober 1964 bis zum 13. März 1965 operierte sie als Flaggschiff der Task Force 77, die Trägerflugzeuge flogen nun Luftunterstützungseinsätze für die amerikanischen Truppen, die im Vietnamkrieg kämpften. Nach einem schweren Feuer durch den Bruch einer Treibstoffleitung im Maschinenraum, welches einem Besatzungsmitglied das Leben kostete, kehrte die Ranger nach San Francisco zurück, wo sie vom 13. Mai bis zum 30. September überholt wurde.
Am 10. Dezember wurde der Träger wieder Teil der 7. Flotte und nahm ab dem 10. Januar 1966 wieder an den Operationen vor Vietnam teil. Diese dauerten bis zum 6. August, dann kehrte die Ranger über Subic Bay wieder in die Staaten zurück und wurde dort ab dem 30. September im Puget Sound Naval Shipyard erneut einer Überholung unterzogen, die bis zum 30. Mai 1967 dauerte. Anschließend operierte die Ranger zu Trainingszwecken vor der kalifornischen Küste. Als sie am 15. September wieder zum Einsatz auslief, hatte sie als erster Flugzeugträger SH-2 Seasprite-Hubschrauber sowie A-7 Corsair II-Jagdbomber an Bord. Im Oktober nahm sie an einer großangelegten Übung (Moon Festival) teil. Anfang November legte sie wieder in Richtung des westlichen Pazifiks ab und löste am 21. November die Constellation in Yokosuka ab und übernahm ab dem 3. Dezember die Einsätze auf der Yankee Station vor der Küste Vietnams. Bis Anfang April 1968 blieb die Ranger dort auf Gefechtsstation und nahm nach einem kurzen Intermezzo in Japan die Operationen im Golf am 11. April wieder auf. Nach einem fünfmonatigen Einsatz machte die Ranger am 5. Mai in Hongkong Station und nahm dann Kurs auf Kalifornien, wo sie wiederum im Puget Sound überholt wurde. Nach Abschluss der Überholung am 29. Juli lief die Ranger nach San Francisco aus, um anschließend wieder vor der Küste zu üben. Vom 26. Oktober bis zum 17. Mai des nächsten Jahres war sie noch einmal im Westpazifik im Einsatz.

#### 1970er Jahre

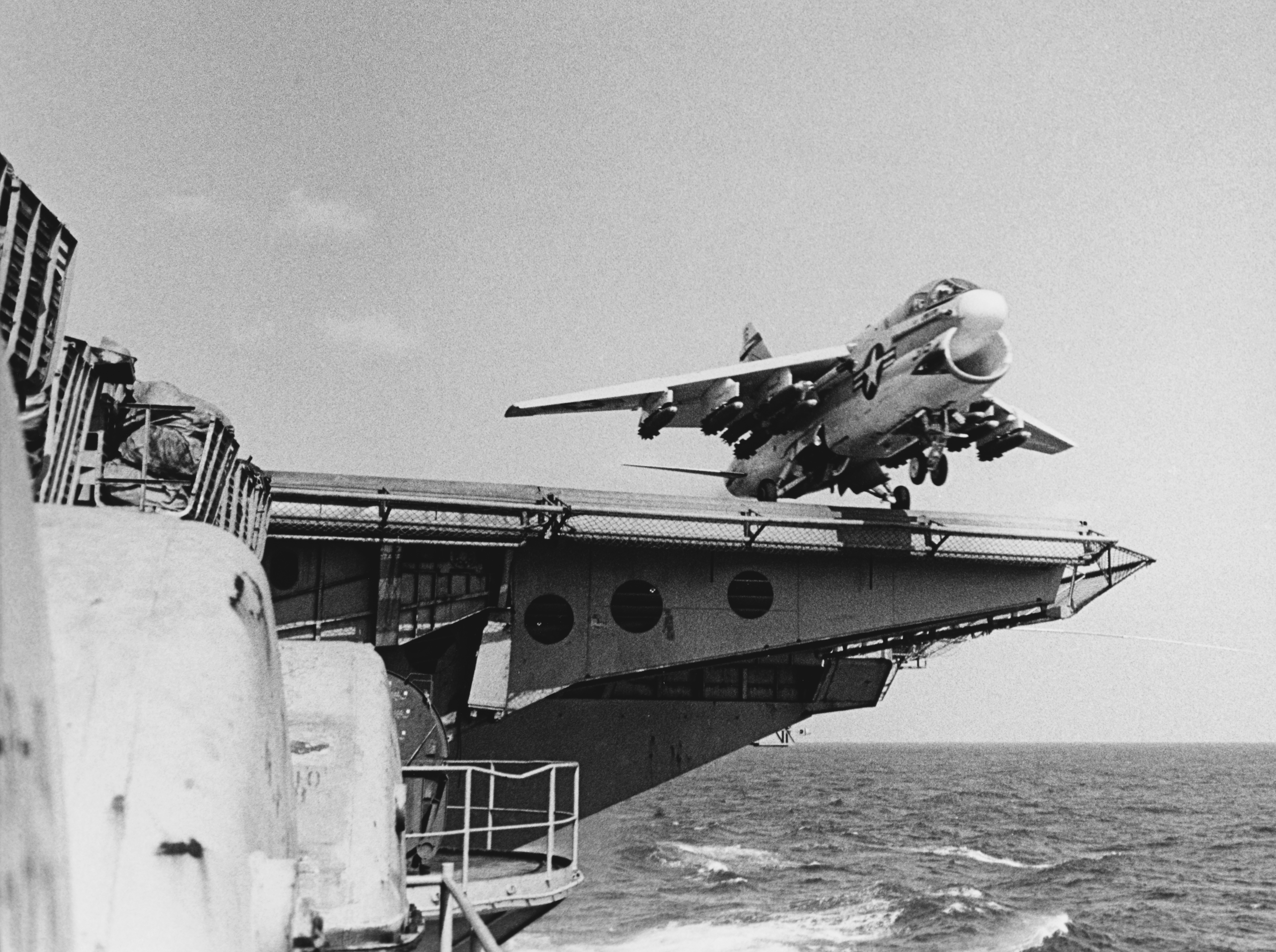
A-7 Corsair II startet vom Katapult der Ranger

Die 1970er Jahre begannen für die Ranger erneut mit einem Einsatz, der sie von Dezember 1969 bis zum Mai 1970 vor die Küste Vietnams führte. Nach einer Pause im Sommer vor der Westküste der USA kehrte sie Ende September in den Westpazifik zurück, wo sie zusammen mit der Kitty Hawk am 10. März 1971 einen Rekord für die meisten von einem Träger aus geflogenen Angriffe (233) während des gesamten Vietnamkriegs aufstellte. Zusammen mit der Kitty Hawk und der Hancock führte sie von der Yankee-Station aus während des gesamten Monats April 1971 Angriffe in Vietnam aus, besonders im Grenzgebiet zu Laos. Anfang Juni kehrte sie für eine reguläre Überholung nach Alameda (Kalifornien) zurück. Diese dauerte bis in den Mai 1972, danach kehrte die Ranger bis zum 16. November nach Vietnam zurück.
Als die Pariser Friedensgespräche ins Stocken gerieten und die Operation Linebacker II am 18. Dezember begann, führten die Kampfflugzeuge der Ranger zusammen mit Maschinen der Enterprise, Saratoga, Oriskany und America Luftangriffe auf nordvietnamesische Ziele durch. Nach massiven Bombenangriffen über knapp zwei Wochen kehrten die Nordvietnamesen an den Verhandlungstisch zurück, und Operation Linebacker II wurde eingestellt.
Als am 27. Januar 1973 der Friedensvertrag unterzeichnet wurde, endete für die Flugzeugträger der US Navy der Einsatz. Die Angriffe wurden eingestellt und die Träger kehrten in ihre Heimathäfen zurück, wo die Ranger im August ankam. Bis zum Mai 1974 blieb sie wieder vor der Westküste der USA und kehrte dann für sechs Monate erneut in den Westpazifik zurück. Im Mai 1976 halfen Hubschrauber der Ranger zusammen mit anderen Einheiten den Überschwemmungsopfern auf Luzon, wobei insgesamt etwa 1900 Menschen evakuiert und über 180 Tonnen humanitärer Güter eingeflogen wurden.
Vom 12. Juli 1976 an operierte die USS Ranger mit der Task Force 77.7 im Indischen Ozean vor der Küste Kenias, wo sich ein bewaffneter Konflikt mit dem Nachbarn Uganda anbahnte. Im Februar 1977 lief die Ranger wieder in den Puget Sound Naval Shipyard zur Generalüberholung ein. Es wurden Änderungen am Command Information System vorgenommen, die Dampfkessel erneuert sowie Sea-Sparrow-Starter installiert. Die Überholung war im März 1978 abgeschlossen, im Anschluss wurden über mehrere Monate Erprobungs- und Reklassifizierungsfahrten unternommen. Am 21. Februar 1979 verließ der Träger Alameda, um vor der Küste des Jemen zu patrouillieren, kam dort aber nie an, da er am 5. April in der Straße von Malakka mit dem Öltanker Liberian Fortune kollidierte, der beinahe sank. Die Ranger hingegen erlitt nur leichte Schäden, die in Subic Bay auf den Philippinen provisorisch und in Japan dann endgültig behoben wurden.

#### 1980er Jahre
Am 1. November 1983 brach im Maschinenraum 4 der Ranger ein Feuer aus, das zehn Crewmitglieder tötete und zwei Antriebsstränge außer Betrieb setzte, so dass die Ranger keine Flugoperationen mehr durchführen konnte. Die Reparaturen in Subic Bay dauerten bis in den Januar 1984. Am 3. August 1989 retteten Hubschrauber der Ranger 39 vietnamesische Flüchtlinge, die in einer Dschunke 130 Kilometer vor der philippinischen Küste trieben.

#### Frühe 1990er Jahre, Außerdienststellung und Verschrottung

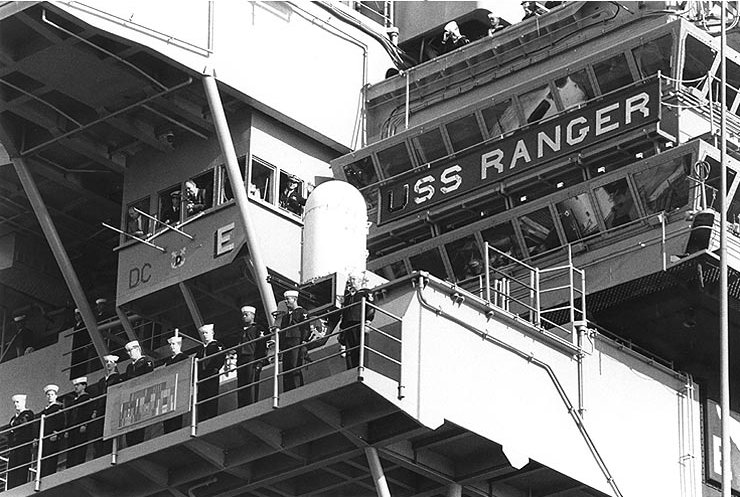
Brückenansicht der Ranger

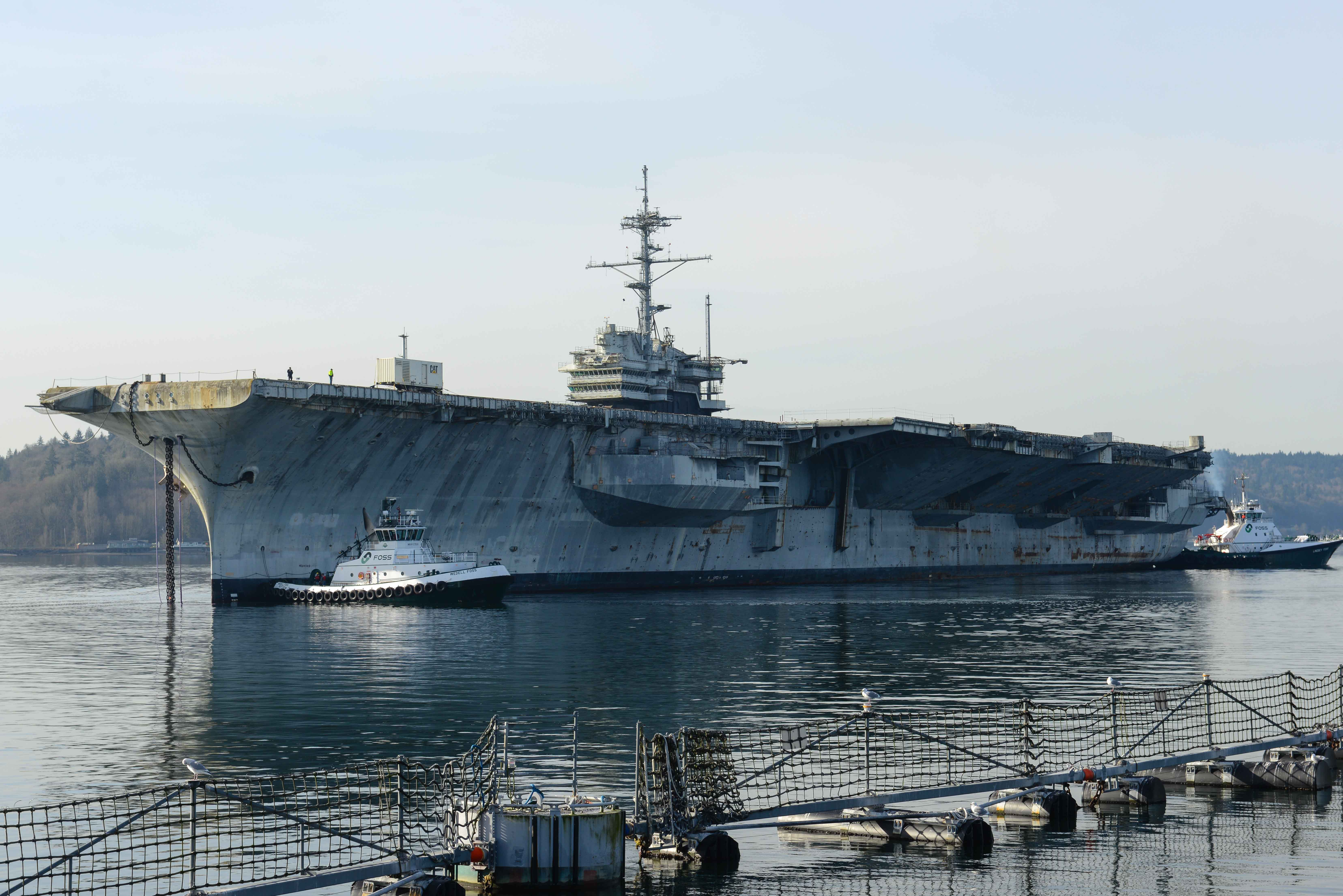
Die Ranger in Bremerton bei der Überführung nach Brownsville zur Verschrottung

Als am 16. Januar 1991 der Zweite Golfkrieg begann, lag die Ranger zusammen mit der Midway im persischen Golf und unterstützte die vorrückenden Bodentruppen zusammen mit anderen Trägern (Theodore Roosevelt, John F. Kennedy, Saratoga und America) mit massiven Luftangriffen. Die Militäroperationen endeten am 27. Februar, als der amerikanische Präsident George Bush Kuwait für befreit erklärte.
Am 21. April 1992 wurden zwei B-25 Mitchell an Bord der Ranger gehievt, um den historischen Doolittle Raid nachzustellen, der 50 Jahre zuvor stattgefunden hatte. Vor 1500 geladenen Gästen starteten die beiden historischen Flugzeuge vom Deck des Trägers. In Vorbereitung auf ihre Ausmusterung besuchte die Ranger auch den Hafen von Vancouver und nahm gemeinsam mit russischen und französischen Schiffen an einer Übung im persischen Golf teil, als der Träger im Rahmen der Operation Southern Watch die Flugverbotszone über dem südlichen Irak überwachte. Der letzte Einsatz der Ranger fand vor der Küste Somalias statt, wo sie im Rahmen der Operation Restore Hope Aufklärung und Unterstützung leistete. Am 19. Dezember 1992 trat sie ihre letzte Reise nach San Diego an, nachdem sie von der Kitty Hawk abgelöst worden war.
Die Ranger wurde am 10. Juli 1993 außer Dienst gestellt, aus den Registern gestrichen und lag fortan in Bremerton (47° 33′ 7,2″ N, 122° 39′ 7,2″ W). Ab 2004 versuchte eine gemeinnützige Organisation, das Schiff als Museumsschiff nach Portland (Oregon) zu holen, wo es als Museum für See- und Luftfahrt dienen sollte. Jedoch wurde sie im März 2015 nach Brownsville (Texas) zur Abwrackung geschleppt. Im November 2017 waren die Arbeiten abgeschlossen.
Für ihre Einsätze vor Vietnam erhielt die Ranger 13 Service Stars.

## Trivia
- Im Tom-Clancy-Thriller Der Schattenkrieg liefern A-6 Intruder der USS Ranger die Luftunterstützung für die illegalen Operationen in Kolumbien
- In Star Trek IV: Zurück in die Gegenwart doubelt die Ranger die Enterprise, die sich zum Zeitpunkt der Dreharbeiten auf See befand. Da die Ranger keinen Reaktorraum hat, wurden die Szenen des Reaktors der Enterprise im Schaltraum der Ranger gedreht.
- Szenen aus Top Gun wurden ebenfalls auf der Ranger gedreht, Tom Cruise trägt das Abzeichen des Schiffes.
- Die französische Comicserie "Buck Danny" erwähnt die Ranger als Handlungsort in den Alben Nummer 38, 39 und 40, die in Südostasien spielen.
- Der Film Rescue Dawn von 2005 erzählt die Geschichte des Piloten Dieter Dengler, der 1966 von der USS Ranger aus startete.